# Karpatendeutsche Partei
Die Karpatendeutsche Partei (KdP) war eine politische Partei in der Ersten Tschechoslowakischen Republik, die unter der karpatendeutschen Minderheit in der Slowakei und der Karpatenukraine aktiv war. Sie war zunächst eine bürgerlich-zentristische Partei, entwickelte sich aber seit dem Beginn der Zusammenarbeit mit der Sudetendeutschen Partei (SdP) im Jahr 1933 nationalsozialistisch.

## Geschichte

### Karpatendeutsche Volksgemeinschaft
Die KdP entstand 1927 als Karpatendeutsche Volksgemeinschaft (KDV), gegründet von Männern wie Roland Steinacker (Professor für Theologie aus Bratislava), dem sudetendeutschen Industriellen Karl Manouschek, Samuel Frühwirth, dem protestantischen Pastor Carl Eugen Schmidt und dem Ingenieur Franz Karmasin. Die KDV hatte ihren Schwerpunkt hauptsächlich in Preßburg  (slow. Bratislava) und Umgebung und versammelte um sich das deutsche Bürgertum und Sympathisanten verschiedener politischer Parteien (wie Bund der Landwirte, Deutsche Nationalpartei und Deutsche Demokratische Fortschrittspartei). Sie organisierte auch Sudetendeutsche, die in der Slowakei lebten.

### Parteigründung
Die KdP wurde im Juli 1928 als politische Partei in Nálepkovo/Wagendrüssel mit Blick auf die Wahlen gegründet. Sie wurde bis 1933 von Roland Steinacker geleitet.
Die Partei hatte eine christliche und antimarxistische Einstellung und positionierte sich loyal gegenüber dem tschechoslowakischen Staat. Ein zentrales Anliegen der Gründer der KdP war es, die Deutschen in der Slowakei von den von den Ungarn dominierten Parteien fernzuhalten. Die neue Partei hoffte auf den politischen Bruch der Zipser Deutschen Partei. In Bezug auf die Identität vertrat die KdP den Standpunkt einer „karpatendeutschen“ Identität im Gegensatz zu der „zipserdeutschen“ Identität, die traditionell mit der ungarischen Monarchie verbunden war.

### Wahl 1929
Die KdP hat die Parlamentswahl 1929 im Rahmen der Deutschen Wahlkoalition im Bündnis mit dem Bund der Landwirte und der Deutschen Arbeits- und Wirtschaftsgemeinschaft bestritten. Während das Bündnis 16 Sitze in der Abgeordnetenkammer und neun Sitze im Senat errang, wurden keine KdP-Kandidaten gewählt. Das Bündnis erhielt 16.922 Stimmen in den Gebieten der Karpatendeutschen (Slowakei und Karpatenvorland).

### 1933–1934
Desider Alexy wurde 1933 Vorsitzender der KdP. Mit der nationalsozialistischen Machtergreifung in Deutschland rückte die KdP schrittweise näher an die Sudetendeutsche Heimatfront heran (die sich später zur Sudetendeutschen Partei entwickelte). Die KdP gründete 1934 die Wochenzeitung Deutsche Stimmen als Parteiorgan.

### Wahl 1935
Bei den Parlamentswahlen von 1935 trat die KdP gemeinsam mit der Sudetendeutschen Partei an. Die Vereinbarung zwischen den beiden Parteien wurde am 28.  März 1935 erreicht. Ein KdP-Kandidat wurde gewählt, Siegmund Keil errang einen Senatssitz im 11. Wahlbezirk von Neuhäusel (slow. Nové Zámky). Darüber hinaus wurde Karmasin als Kandidat aus dem 10. Wahlbezirk von Iglau (slow. Jihlava) in die Abgeordnetenkammer gewählt. In der tschechoslowakischen Nationalversammlung bildeten SdP und KdP gemeinsame Fraktionen in der Abgeordnetenkammer und im Senat. Insgesamt hatte die KdP rund 30.000 Stimmen (gegenüber einer Gesamtzahl von rund 150.000 Karpatendeutschen) erhalten. Tatsächlich wurde die KdP in der karpatendeutschen Gemeinschaft nicht so dominant wie die SdP im Sudetenland.

### Vereinigung mit der SdP
Im November 1935 schloss sich die KdP mit der SdP nach dem Führerprinzip zusammen. Der offizielle Name der SdP wurde Sudetendeutsche und Karpatendeutsche Partei. Die KdP-Organisation wurde nach der der SdP umgestaltet. Karmasin wurde von SdP-Führer Konrad Henlein als Stellvertreter für die Karpatenregion benannt. Das Symbol der KdP ist dem der SdP nachempfunden, einem länglichen roten Schild mit den Buchstaben KdP.
Als das Bündnis mit der Sudetendeutschen Partei gefestigt wurde, begann die KdP, ihren Einfluss unter einer jüngeren Generation von Deutschen in der Slowakei zu vergrößern. Viele der neuen Anhänger der KdP waren von deutschsprachigen Fachschulen in Böhmen und Mähren-Schlesien oder der Deutschen Universität in Prag zurückgekehrt. Die KdP konnte eine relativ starke Präsenz in der Mittelslowakei aufbauen und in Zips eine Rolle in der jüngeren Generation übernehmen. Die ältere Generation von Zipser-Deutschen und kommunistischen Sympathisanten blieb jedoch Karmasin und seiner Partei gegenüber skeptisch.

### Bündnis mit ungarischen Parteien
Henlein besuchte Preßburg am 27. April 1936. Während seines Besuchs appellierte er an die Führer der ungarischen Parteien in der Slowakei, ein Bündnis zu schließen. Ein solches Bündnis, das bei den Kommunalwahlen von 1937 realisiert wurde, führte dazu, dass die Vereinigte Ungarische Partei ihre Verbindungen zur Zipser Deutschen Partei abbrach, was zur Niederlage dieser Partei bei den Wahlen von 1937 führte.

### Parteiverbot
Die KdP und die SdP wurden von der tschechoslowakischen Regierung während der Sudetenkrise im September 1938 verboten. Am 8. Oktober 1938 wurde die Deutsche Partei als Nachfolgeorganisation der KdP gegründet. Karmasin wurde später Staatssekretär für deutsche Angelegenheiten, Sturmbannführer der Waffen-SS und im März 1940 Volksgruppenführer der Deutschen in der Slowakei.